# Лоза (Кременчуцький район)
Лоза (до 2024 року — Новомоско́вське) — село в Україні, у Глобинській міській громаді Кременчуцького району Полтавської області. Населення становить 334 осіб.

## Історія
12 червня 2020 року, відповідно до розпорядження Кабінету Міністрів України № 721-р «Про визначення адміністративних центрів та затвердження територій територіальних громад Полтавської області», село увійшло до складу Глобинської міської громади.
19 липня 2020 року, в результаті адміністративно - територіальної реформи та ліквідації Глобинського району, село увійшло до складу новоутвореного Кременчуцького району.
19 вересня 2024 року Верховна Рада підтримала перейменування села Новомосковське на Лоза. 26 вересня 2024 року перейменування набуло чинності.

## Населення

### Мова
Розподіл населення за рідною мовою за даними перепису 2001 року:
| Мова       | Кількість | Відсоток |
| ---------- | --------- | -------- |
| українська | 325       | 97.31%   |
| російська  | 7         | 2.09%    |
| білоруська | 2         | 0.60%    |
| Усього     | 334       | 100%     |